# Borås Tidning
Borås Tidning, förkortas BT, är en svensk dagstidning med sjudagarsutgivning, som ges ut som morgontidning i Sjuhäradsbygden med huvudredaktion i Borås. Tidningen har en upplaga på 34 200 exemplar varav digital upplaga 8 300. Dess politiska hemvist är moderat. Borås Tidning ingår i Gota Media AB. Victor Fridén är tidningens chefredaktör.
Tidningen delar årligen ut sportutmärkelsen BT-plaketten, liksom det nationellt hållna, litterära priset Borås tidnings debutantpris och det mer lokalt inriktade Borås Tidnings kulturstipendium till Tore G. Wärenstams minne.
Tore G Wärenstam ledde under många år tidningen.

## Historik

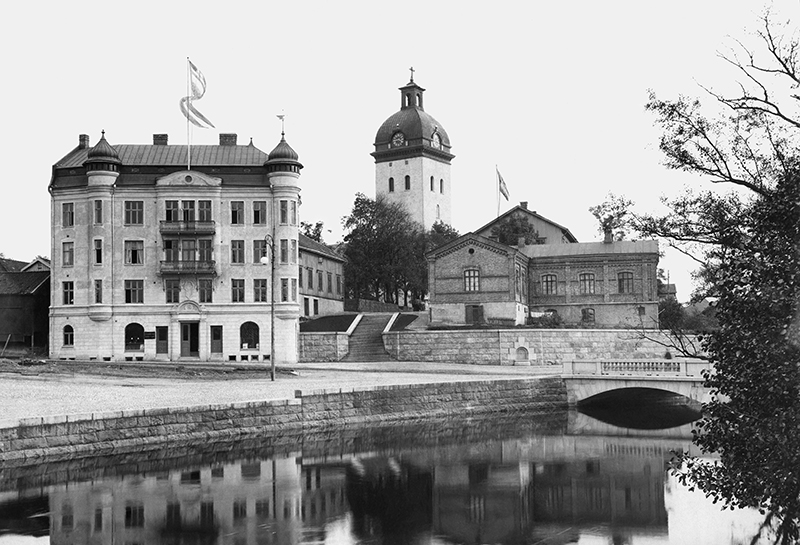
Gamla BT-huset

Borås Tidning grundades 1826 och är därmed en av de äldsta svenska tidningarna. Då hette tidningen Borås Weckoblad och grundaren var Nils Erik Lundström från Jönköping. Den följdes 1834 av Borås nya tidning, som 1838 köptes av färgerifabrikören C. G. Rydin, vilken gav tidningen dess nuvarande namn. År 1899 blev Borås Tidning aktiebolag.
I december 1949 blev tidningen en sjudagarstidning, med utgivning också på söndagar. Under många år var Tore G Wärenstam tidningens starke man som ägare och chefredaktör. År 1979 flyttade tidningen till det nuvarande BT-huset på Allégatan i Borås. 
2003 skapade Borås Tidnings huvudägare, Tore G. Wärenstams Stiftelse, tillsammans med Barometerns stiftelse mediekoncernen Gota Media. Borås Tidning, Barometern, Ulricehamns Tidning, Smålandsposten och Blekinge Läns Tidning ingick från starten i gruppen. Sydöstran och Kristianstadsbladet kom till senare. De olika tidningarna fortsätter självständigt sin utgivning men samarbetet fördjupas efter hand. Samverkan på IT-sidan har varit betydande. 
År 2006 startade BT, i samarbete med Knallevisionen, utsändningarna av webbteve i anslutning till deras webbtidning. Från 2008 beviljades Borås Tidning TV sändningstillstånd av Radio- och TV-verket för utsändning i det digitala marknätet. Några sådana sändningar blev dock aldrig av. Istället har BT utvecklat webb-TV-sändningar som en del i sin digitala satsning. Där ingår numera även poddradio. År 2006 startade BT i samarbete med Knallevisionen utsändningarna av webbteve i anslutning till deras webbtidning.
I september 2019 skadades entrén till tidningen då en hemmagjord bomb exploderade.

## Chefredaktörer
- Carl Gustav Rydin, 1846–1877[7]
- Albert Rydin, 1877–1886
- Ernst Otto Malm, 1886–1891
- Carl G. Tengwall, 1891–1892
- Anders Marino, 1892–1898
- Reinhold Ericson, 1899[8]–1911
- Ernst Sewerin, 1911–1940
- Henry Johnsson, 1940–1954[9]
- Tore G. Wärenstam, 1954–1974
- Rune Larsson, 1974[10]–1992
- Jan Öjmertz, 1992–2010
- Stefan Eklund, 2010[11]-2024
- Victor Fridén, 2024-

## Kända personer som arbetat på BT
- Lars Tunbjörk, fotograf
- Negra Efendić, journalist, författare
- Nils Horner, mördad utrikeskorrespondent för Sveriges Radio
- Jan Hansson, sportjournalist
- Stefan Andhé, kåsör, författare
- Tage Aurell, journalist, författare
- Eva Neander, författare
- Britta Svensson, krönikör
- Roger Turesson, fotograf
- Hasse Persson, fotograf
- Niclas Sennerteg, journalist och författare
- Johan Sundeen, idéhistoriker